# Occupation allemande des pays baltes pendant la Seconde Guerre mondiale

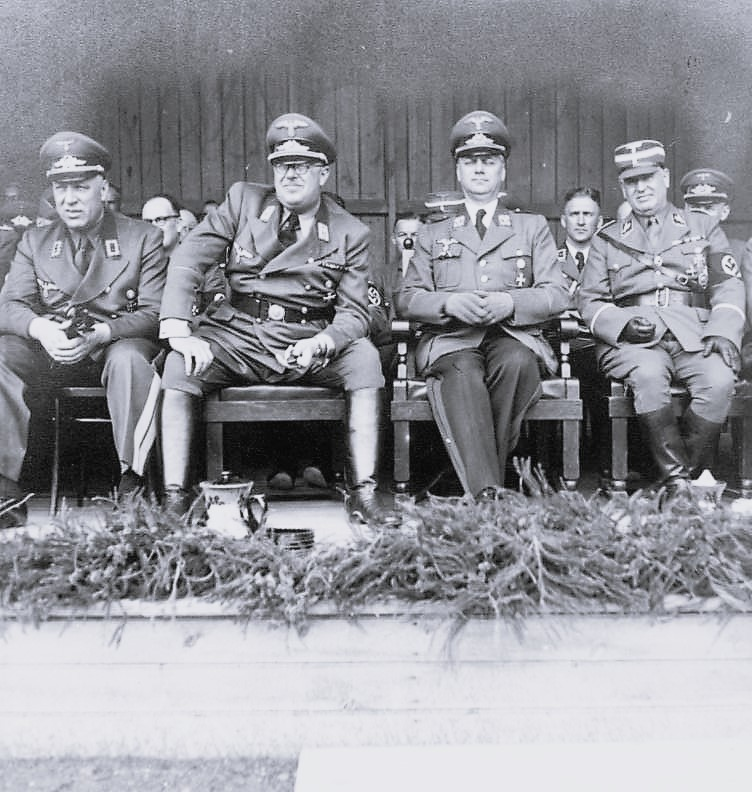
Le commissaire général de Lettonie Otto-Heinrich Drechsler, le commissaire du Reich pour l'Ostland Hinrich Lohse, le ministre du Reich pour les territoires de l'Est occupés Alfred Rosenberg et l'officier SS Eberhard Medem en 1942.

Pour un article plus général, voir Occupation des pays baltes.
L'occupation des États baltes par l'Allemagne nazie se déroule lors de l'opération Barbarossa de 1941 à 1944. Au départ, de nombreux Estoniens, Lettons et Lituaniens considéraient les Allemands comme des libérateurs de l'Union soviétique.

## Sous domination allemande
Les Allemands acceptèrent de placer les États baltes, à l'exception de la Lituanie (qui fut ensuite cédée en échange de régions riches en pétrole de Pologne), dans la sphère d'influence soviétique dans le pacte germano-soviétique de 1939. Les Allemands, ne s'inquiétant nullement du sort des États baltes, organisèrent l'évacuation des Germano-baltes. Entre octobre et décembre 1939, les Allemands évacuèrent 13 700 personnes d'Estonie et 52 583 de Lettonie, qui furent réinstallées dans les territoires polonais incorporés à l'Allemagne nazie. L'été suivant, les Soviétiques occupèrent et annexèrent illégalement les trois États et mirent en œuvre la soviétisation  accompagnée de déportations massives.
Le 22 juin 1941, les Allemands mirent en oeuvre l'opération Barbarossa. Les frontières de la Lituanie furent franchies par les forces armées allemandes qui furent accueillies avec enthousiasme par la population.
En Lituanie, une révolte (soulèvement de juin) éclata le premier jour de la guerre et un gouvernement provisoire fut établi. À l'approche de Riga et de Tallinn, les armées allemandes tentèrent de rétablir des gouvernements nationaux. La population espérait de la part des Allemands un rétablissement de l'indépendance de la Baltique. Ces espoirs politiques s'évaporèrent rapidement et la coopération balte décrue fortement. Une proportion croissante de la population locale se retourna contre le régime nazi alors que l'Allemagne transformait les États baltes — à l'exception de la région de Memel (Klaipėda) annexée à la Grande Allemagne en 1939 — et la majeure partie de la Biélorussie dans le Reichskommissariat Ostland, une colonie dans laquelle les quatre nationalités prédominantes avaient peu de rôle dans la gouvernance. Hinrich Lohse, un homme politique nazi allemand, était le Reichskommissar jusqu'à sa fuite face à l'avancée de l'Armée rouge en 1944. En outre, l'Allemagne nazie rejeta la recréation des États baltes sous quelque forme que ce soit, car celle-ci se déclara unilatéralement le successeur légal des trois pays baltes, ainsi que de l'Union soviétique dont on attendait l'effondrement à la suite  de l'invasion allemande.
Les Allemands lancèrent immédiatement la persécution anti-juive en déployant ses escadrons de la mort mobiles, les Einsatzgruppen. Le reste des peuples baltes était considéré par les nazis comme « une race mourante » qui devait être « remplacée par un peuple plus dynamique », c'est-à-dire des Allemands de souche. Le principal plan nazi pour la colonisation des territoires conquis à l'est, dénommé Generalplan Ost, appelait à la déportation en bloc d'environ deux tiers de la population autochtone des territoires des États baltes en cas de victoire allemande. Le tiers restant devait être soit exterminé in situ, utilisé comme esclavage, soit germanisé s'il était jugé suffisamment « aryen », tandis que des centaines de milliers de colons allemands devaient être déplacés vers les territoires conquis. D'après un discours d'Adolf Hitler, prononcé lors d'une conférence le 16 juillet 1941, les États baltes devaient être annexés à l'Allemagne le plus tôt possible, et certains idéologues nazis suggérèrent de renommer l'Estonie en Peipusland et la Lettonie en Dünaland et de les intégrer comme provinces allemandes. Au cours de la guerre, la principale orientation de la politique raciale nazie était dirigée contre les Juifs, pas tellement contre les peuples baltes majoritaires.
Vers la fin de la guerre, une fois le dénouement de la guerre scellé, de nombreux Baltes et Estoniens rejoignirent les Allemands. Ceux-ci espérait qu'en s'engageant dans une telle guerre, les pays baltes seraient en mesure d'attirer le soutien occidental pour la cause de l'indépendance de l'URSS. En Lettonie, un Conseil central nationaliste clandestin de Lettonie fut formé le 13 août 1943. Un organe analogue, le Comité suprême pour la libération de la Lituanie, vit le jour le 25 novembre 1943. Le 23 mars 1944, le Comité national clandestin de la République estonienne fut fondé.

## Occupation allemande de l'Estonie
Après l'invasion de l'URSS par l'Allemagne nazie le 22 juin 1941, la Wehrmacht atteignit l'Estonie en juillet.
Bien qu'au départ, les Allemands aient été perçus comme des libérateurs de l'URSS et de ses répressions par la plupart des Estoniens qui espéraient le rétablissement de l'indépendance du pays, la population s'est vite rendu compte qu'ils n'étaient qu'une autre puissance occupante. Les Allemands pillèrent le pays pour l'effort de guerre et mirent en oeuvre l'Holocauste. L'Estonie fut incorporée dans la province allemande d'Ostland. Cela empêcha de nombreux Estoniens de se ranger du côté des nazis pour rejoindre l'armée finlandaise afin de lutter contre l'Union soviétique. Le régiment d'infanterie finlandais 200 (soomepoisid — « Boys of Finland ») fut formé de volontaires estoniens en Finlande. 70 000 Estoniens furent recrutés dans les forces armées allemandes (dont la 20e division SS). La plupart d'entre eux l'ont rejoint en 1944, lorsque la menace d'une nouvelle invasion de l'Estonie par l'Armée rouge devint imminente et qu'il était clair que l'Allemagne ne gagnerait pas la guerre.
En janvier 1944, le front fut repoussé par l'Armée rouge presque jusqu'à l'ancienne frontière estonienne. Narva fut évacuée. Jüri Uluots, le dernier Premier ministre légitime de la république d'Estonie (selon la constitution de l'Estonie) avant sa chute en Union soviétique en 1940, prononça en tant que citoyen privé un communiqué radio implorant tous les hommes valides nés de 1904 à 1923 de se présenter au service militaire. (Avant cela, Uluots s'était opposé à la mobilisation estonienne.) L'appel attira le soutien de tout le pays : 38 000 bénévoles bloquèrent les centres d'inscription. Plusieurs milliers d'Estoniens ayant rejoint l'armée finlandaise revinrent à travers le golfe de Finlande pour rejoindre la Force de défense territoriale nouvellement formée, chargée de défendre l'Estonie contre l'avancée soviétique. En espérant s'engager dans une telle guerre, l'Estonie aurait été en mesure d'attirer le soutien de l'Occident pour la cause de l'indépendance de l'Estonie vis-à-vis de l'URSS et réussirait ainsi à obtenir gain de cause.

## Occupation allemande de la Lettonie
Le 10 juillet 1941, les forces armées allemandes avaient occupé tout le territoire de la Lettonie. La Lettonie devint une partie du Reichskommissariat Ostland de l'Allemagne nazie tant que Province générale de Lettonie (Generalbezirk Lettland). Quiconque désobéissait au régime d'occupation allemand ou avait coopéré avec le régime soviétique était tué ou envoyé dans des camps de concentration.
Immédiatement après l'installation de l'autorité allemande (début juillet 1941), un processus d'élimination de la population juive et tsigane commença, avec de nombreux meurtres à Rumbula. Les meurtres ont été commis par Einsatzgruppe A, la Wehrmacht et les Marines (à Liepāja), ainsi que par des collaborateurs lettons, y compris les 500 à 1 500 membres du tristement célèbre Sonderkommando Arajs (ou Arajs Kommando), qui à lui seul assassina environ 26 000 Juifs et 2 000 ou plusieurs membres lettons du SD,. À la fin de 1941, la quasi-totalité de la population juive avait été exterminée. En outre, quelque 25 000 Juifs furent déportés d'Allemagne, d'Autriche et de l'actuelle République tchèque, dont environ 20 000 furent tués.
La population lettone périt non seulement sur le champ de bataille. Pendant les années d'occupation nazie, des campagnes spéciales exterminèrent 18 000 Lettons, environ 70 000 Juifs et 2 000 tsiganes, soit au total environ 90 000 personnes. Les Lettons parmi eux étaient pour la plupart des civils dont les convictions politiques étaient inacceptables pour la force d'occupation allemande. Les civils juifs et tsiganes furent éliminés à la suite de la politique raciale de l'Allemagne nazie. Les persécutions étaient principalement menées par des unités spéciales allemandes (Einsatzgruppe A, Sicherheitsdienst ou SD) et des unités de police. Le régime d'occupation allemand tenta d'impliquer la population locale dans des crimes de guerre. Ainsi, des unités d'autodéfense lettones, des unités de police de sécurité et des unités auxiliaires du SD furent créées et comprenaient des volontaires qui menèrent une partie de la campagne de terreur.
En 1943 et 1944, deux divisions de la Waffen-SS furent formées à partir de volontaires lettons pour lutter contre l'Armée rouge.
Un grand nombre de Lettons résistèrent à l'occupation allemande. Le mouvement de résistance letton fut divisé entre les unités pro-indépendance sous le Conseil central letton et les unités partisanes soviétiques sous l'état-major central du Mouvement Partisan à Moscou. Leur commandant letton était Arturs Sproģis (lv).

## Occupation allemande de la Lituanie

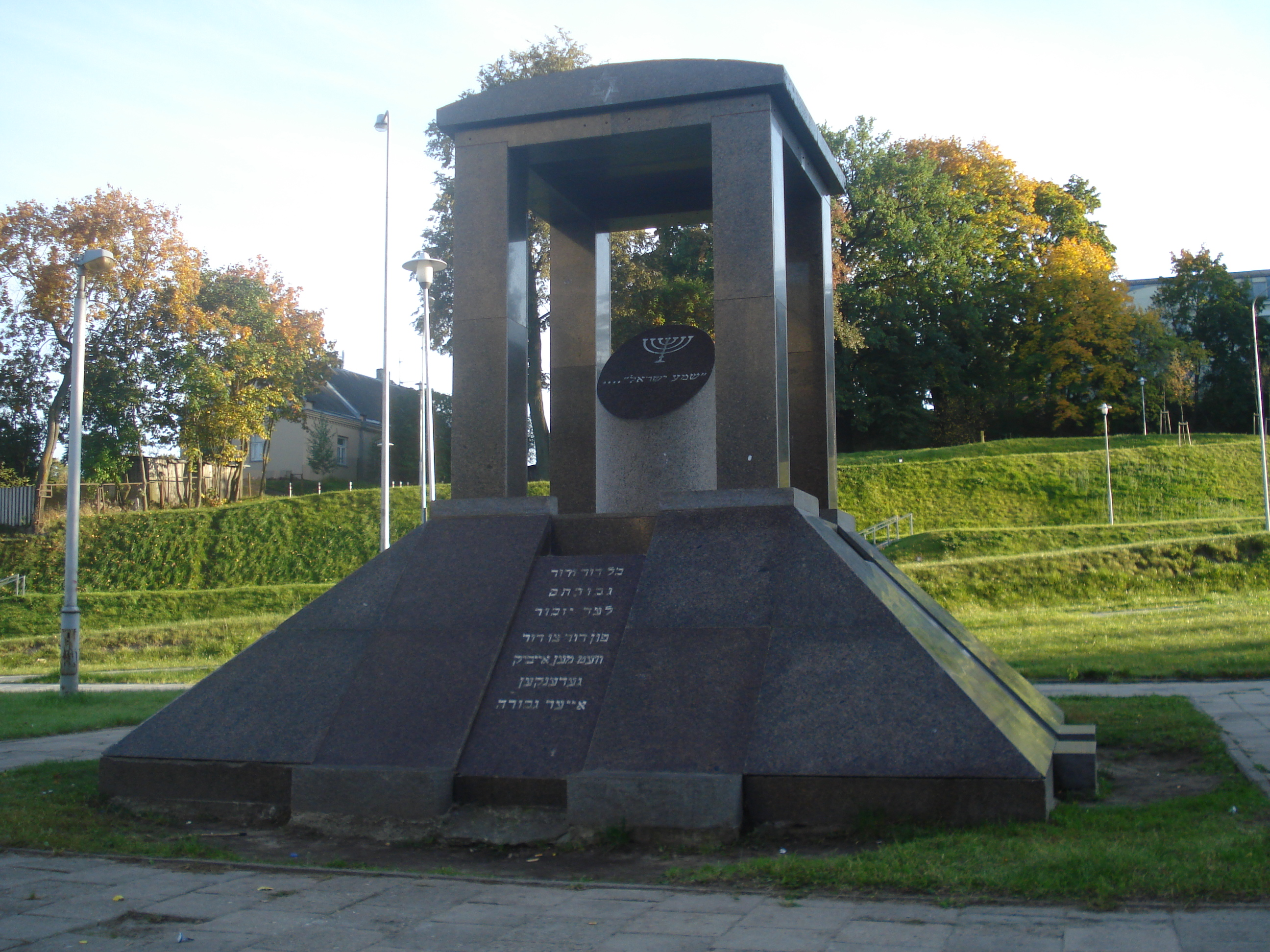
Un mémorial de l'Holocauste près du site du camp de travail d'esclaves HKP dans la rue Subačiaus, à Vilnius.

L'occupation de la Lituanie par l'Allemagne nazie fait référence à la période allant du début de l'invasion allemande de l'Union soviétique à la fin de la bataille de Memel (22 juin 1941 au 28 janvier 1945). Au début, les Allemands furent également accueillis comme des « libérateurs » du régime répressif soviétique. Dans l'espoir de retrouver leur indépendance ou du moins de gagner leur autonomie, les Lituaniens organisèrent leur gouvernement provisoire.